# تيراميسو

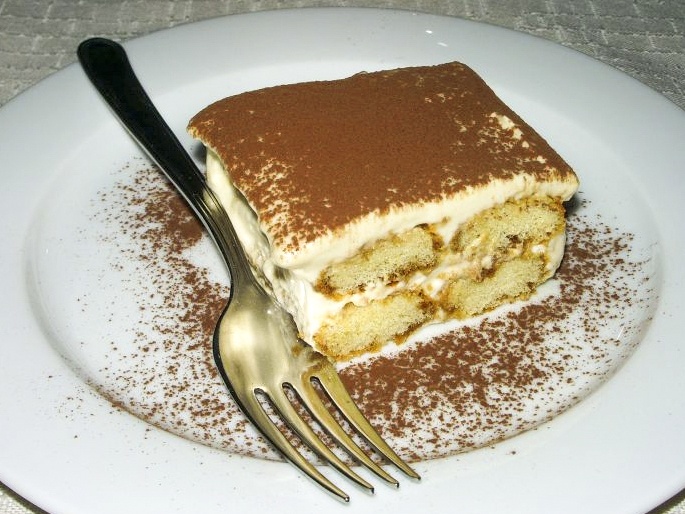
تِرَميسة

التِّرَمِيْسَة أو (نقحرة: تيراميسو) (بالإيطالية: tiramisù)‏ هي إحدى أنواع الحلويات الإيطالية الشهيرة، المنتشرة في مناطق عدة حول العالم. معنى «ترميسة» (tirami sù) الحرفى هو «ارفعني» ولكن معنى المصطلح المجازي هو «ساعدني» أو «ابهجني» فهي تمنح الطاقة للإنسان عند تناولها وذلك لتاثير السكر والكاكاو وبن القهوة على الجهاز العصبي.

## مكوناتها
تتكون من البسكويت المعروف باسم ليديفنكر (أصابع الست)، والتي تغمس في قهوة الاسبرسو المُرة وترص في طبق ويضاف عليها الخليط المكون من (صفار البيض، جبنة الماسكاربوني، سكر، فانيليا). وتشكل بشكل طبقات وترش ببودرة الكاكاو على السطح، وهي مفضلة للصغار ولكبار السن لكونها طرية وسهلة الهضم.

## المعلومات الغذائية
تحتوي كل قطعة تِرَميسة (200 غرام تقريباً) على المعلومات الغذائية التالية:
- السعرات الحرارية: 301
- الدهون: 25
- الدهون المشبعة: 13
- الكوليسترول: 139
- الكاربوهيدرات: 15
- البروتينات: 7

مع العلم أن هذه الوصفة تحتوي على بياض البيض

## تاريخها
هي إيطالية المنشأ، وليس هناك معلومات مؤكدة عنها قبل عام 1983. وفي عام 1998 ادعى كل من «فرناندو وتينا راريس» انه اختراع جديد، لكن أول كتابة معتمدة كانت من كتاب طبخ يوناني، والكتاب يرجحون بدايته إلى عام 1971.